# Bedford (New York)
Bedford è un comune (town) degli Stati Uniti d'America nella contea di Westchester nello stato di New York. La popolazione era di 17.335 abitanti nel censimento del 2010.
La città di Bedford è ubicata nel nord-est della contea di Westchester e comprende i tre hamlet di Bedford Hills, Bedford Village e Katonah.
La contea di Westchester è al secondo posto (prima è Manhattan) fra le più ricche contee dello Stato di New York e settima a livello nazionale.